# Földes Imre (zenetörténész)
Földes Imre (Budapest, 1934. március 8. –) Erkel Ferenc- és Prima díjas zenetörténész, a Liszt Ferenc Zeneművészeti Egyetem nyugalmazott egyetemi tanára, a magyar zenetörténet-oktatás és ismeretterjesztés nagyhatású személyisége.

## Magánélete
Apja kereskedő, anyja könyvelő volt. Nagyapja Földes Imre drámaíró, nagybátyja Földes Péter regényíró. Házastársa (1963–2023) dr. Vadász Zsuzsánna gyermekszemész. Lánya Földes Judit (1964) brácsaművész, veje Simone Fontanelli (1961) zeneszerző, unokája Fontanelli Flóra (1995) hegedűművész.

## Pályafutása
Édesanyja felsőfokon zongorázott, ami nagymértékben meghatározta az érdeklődését és a pályaválasztását. Zongoratanulmányait 1943-ban a Goldmark Zeneiskolában kezdte Berczel Veránál. 1949 és 1955 között a budapesti Zenei Gimnázium és Zeneművészeti Szakiskola zeneszerzés szakán tanult Szelényi Istvánnál és C. Nagy Bélánál. 1955 és 1960 között a Liszt Ferenc Zeneművészeti Főiskola zeneszerzés szakát végezte el Viski János növendékeként. Mellette Bárdos Lajos gyakorolta rá a legnagyobb hatást. Diplomamunkáit (kantáta, vonósnégyes) Farkas Ferenc vezetésével készítette el (1962).
Már tanulóévei alatt rendszeresen tartott a lakásán, barátainak zenetörténeti, zeneelméleti órákat. A Jeunesses Musicales szervezésében zenei ismeretterjesztő köröket, táborokat vezetett Budapesten és Gödöllőn. 1960 és 1974 között a Magyar Iparművészeti Főiskolán zenetörténetet, zeneelméleti alapismereteket tanított, kórust alapított (mely a mai napig működik). 1961-től 1966-ig a Bartók Béla Zeneművészeti Szakiskola zenetörténet-, zeneirodalom-, zeneelmélet- és szolfézstanára, 1961 és 2003 között a Liszt Ferenc Zeneművészeti Főiskola Budapesti Tanárképző Intézetének zenetörténet- és szolfézs-zeneelmélet-tanára volt. 1971 óta tanít a Liszt Ferenc Zeneművészeti Főiskola egyetemi ágazatán zeneelméletet, szolfézst és zenetörténetet. 1966-tól főiskolai tanár, 1971-től egyetemi docens, 1997-től habilitált egyetemi tanár. Nyugalmazását követően speciális kollégiumokat tart.  Zenei-művészettörténeti tanulmányutakat szervezett és vezetett Itáliába (Róma, Firenze, Velence), Németországba („J. S. Bach nyomában”), valamint fesztiválokra Ausztriába (Mondsee, Salzburg) és Lengyelországba (Varsói Ősz). Tanított az ELTE-n, az Eötvös József Kollégiumban és az Országos Közművelődési Központ Karnagyi Továbbképzőjén is.

### Részvétele a zenei ismeretterjesztésben
Oktatási intézményeken kívül is széleskörű zenei ismeretterjesztő tevékenységet végzett Budapesten és vidéken. 1960 óta 59 évfolyamon keresztül tart zenetörténeti, zeneelméleti, művelődéstörténeti előadássorozatot a budapesti TIT József Attila Szabadegyetemén. A Magyar Rádióban 1972 és 1977 között Magyar zeneművek, 1976 és 1981 között Mindenki zeneiskolája, 1996 és 2001 között Zenetörténet mindenkinek címmel tartott előadássorozatokat. A hét zeneműve sorozat keretében 25 előadása hangzott el. Előadásokat tartott Magyarországon kívül számos helyen: Cheshire (Connecticut, USA), Firenze, Latina, Lendva, León, London, Nápoly, Olomouc, Pozsony, Prága, Weimar.
Ismeretterjesztő tevékenysége során különös figyelmet szentelt a 20. századi zenének és a kortárs magyar szerzők munkásságának. Nyilvános beszélgetéseket folytatott magyar zeneszerzőkkel, melyek jórészt nyomtatásban is megjelentek (Harmincasok, Metszet). Szakmai továbbképzéseket tartott országszerte.

### Társadalmi tevékenysége
Széleskörű társadalmi tevékenysége során számos tisztséget töltött be. Így többek közt volt a TIT Budapesti Ismeretterjesztő Társulat Zenei Szakosztályának elnöke, a FÉSZEK Művészklub alelnöke (2019-től tiszteletbeli alelnöke), a Zenetanárok Társaságának (ZETA) tiszteletbeli választmányi tagja, a Kodály Zoltán zeneszerző, zenetudós, zenekritikusi Ösztöndíj-bizottság tagja (1999-től 2019-ig). Az Ifjú Zenebarátok (Jeunesses Musicales) Magyarországi Szervezete tiszteletbeli tagjának választotta 1992-ben. A Bárdos Lajos Társaság, a Liszt Ferenc Társaság, a Magyar Haydn Társaság, a Magyar Kodály Társaság, a Magyar Újságírók Országos Szövetsége és a Magyar Zenetudományi és Zenekritikai Társaság tagja.

## Munkássága
Írott és hangzó munkásságát szinte teljes egészében közzétette honlapján.

### Írásai (válogatás)
- Harmincasok. Beszélgetések magyar zeneszerzőkkel (Bozay Attila, Durkó Zsolt, Kocsár Miklós, Kurtág György műveinek előadói, Láng István, Lendvay Kamilló, Papp Lajos, Petrovics Emil, Soproni József, Szokolay Sándor). Zeneműkiadó Budapest 1969
- Hangrendszerek és hangsorok századunk zenéjében. Az ének-zene tanítása 1970–1973
- A hét zeneműve (25 tanulmány). Zeneműkiadó Budapest 1973–1995[2]
- Miért szép századunk zenéje? (2 tanulmány) Gondolat, Budapest 1974[3]
- A „Dies irae…” dallam. (1974) Zeneelmélet, stíluselemzés. Zeneműkiadó Budapest 1977
- Johann Sebastian Bach élete és művei. Tankönyvkiadó 1976 (2/1980, 3/1989)
- Jelenségek. Muzsika 1982–1984
- Sorsok – három beszélgetés (Deák Csaba, Maros Miklós, Pavol Simai). Muzsika 1994
- „Metszet ’96” – beszélgetések magyar zeneszerzőkkel (Dukay Barnabás, Faragó Béla, Olsvay Endre, Orbán György, Sári József, Sáry László, Serei Zsolt, Tihanyi László, Vajda János). Parlando 1998–2008

### Előadásai (válogatás)
- Magyar zeneművek (25 előadás a Magyar Rádióban, szerk. Lázár Eszter, 1972–1977)
- Mindenki zeneiskolája (53 előadás a Magyar Rádióban, szerk. Kroó György, 1976–1981)
- Zenetörténet mindenkinek (37 előadás a Magyar Rádióban, szerk. Papp Márta, 1996–2001)
- Der Leiermann (2004)
- A zenei hangok dinamikus rendszere (2005)

## Megítélése

### Vélemények Földes Imréről

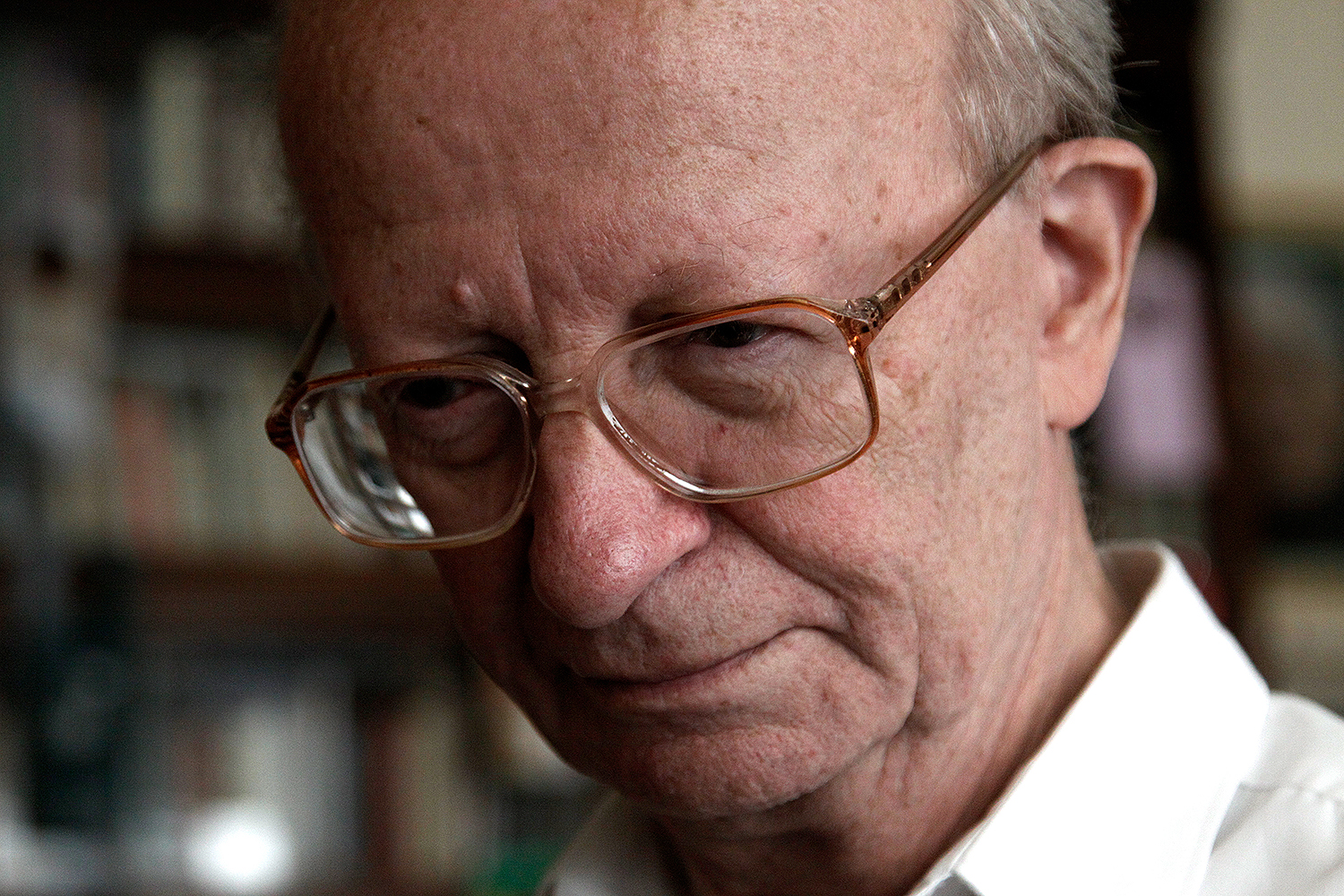
(Birta Endre felvétele, 2009)

„A kivételes pedagógus Földes Imre […] előadása rendkívül világos, logikus, mindig követhető; emellett olyan lelkes és szuggesztív, hogy bűvkörében tart minden odafigyelőt. […] sokéves tanári pályafutása során zeneművészeti szakiskolások és főiskolások százait látta el maradandó értékű zenei útravalóval, zenetanárok szakmai tudását gyarapítja és tartja ébren továbbképző munkájával, és szabadegyetemek még nagyobb számú hallgatóságát neveli a zene értésére és szeretetére. Szűkebb „osztálya” most a stúdióban ülő húszegynéhány rádióhallgatóból állt – nagyobb közönsége az egész ország.”

– Komlós Katalin zenetörténész

„A »Tanár Úr«, Földes Imre szenvedélyes muzsikus és megszállott nevelő. […] Bevallom, bámulattal figyeltem azt a feszült alkotói légkört, amelyet a stúdióban teremtett, azt a szoros kapcsolatot, amely tanulóihoz fűzte, s azt a pedagógiai makacsságot, amely nem hagyta nyugodni addig, míg hallgatói fel nem fogták a zene jeladását.”

– Kroó György zenetörténész

### Földes Imre önmagáról
…ha megismerek valamit, 
szeretném, ha más is megismerné, 
ha szépnek találok valamit, 
szeretném, ha más is szépnek találná…

## Díjai, elismerései
- A szocialista kultúráért (1974)
- A Magyar Rádió nívódíja (1974, 1976)
- SZOT Művészeti Díj (1975)
- Az oktatásügy kiváló dolgozója (1976)
- A Magyar Népköztársaság Művészeti Alapja – Szabolcsi-díj (1977)
- Erkel Ferenc-díj (1986)
- Magyar Alkotóművészek Országos Egyesülete Zenei Tagozat – „Nagydíj” (1995)
- A Magyar Rádió különdíja (1998)
- A Magyar Köztársasági Érdemrend lovagkeresztje (2004, visszaadta 2016-ban)
- Moholy-Nagy-díj (2010)
- Artisjus-díj (2011)
- Prima-díj (2016)
- A Széchenyi Irodalmi és Művészeti Akadémia Zenei Alkotóművészeti Osztályának tagja (2023)[7]